# Vahid Talebloo

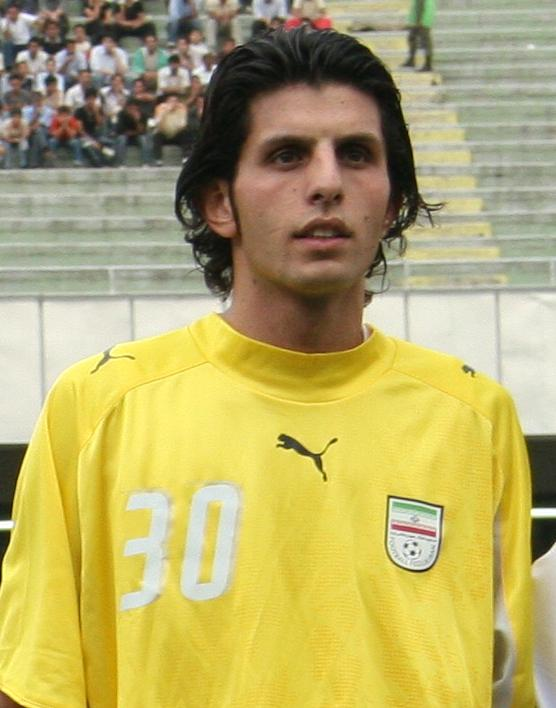
Talebloo con.

Vahid Talebloo (en persa: وحيد طالب‌لو‎; Teherán, 26 de mayo de 1982) es un exfutbolista iraní que jugaba en la posición de guardameta.

## Carrera

### Club
| Periodo   | Club              | País | Apariciones |
| --------- | ----------------- | ---- | ----------- |
| 2002–2011 | Esteghlal FC      | Irán | 173         |
| 2011–2012 | Shahin Bushehr FC | Irán | 30          |
| 2013–2015 | Rah Ahan FC       | Irán | 11          |
| 2015–2016 | Esteghlal FC      | Irán | 6           |
| 2016–2017 | Foolad FC         | Irán | 14          |

### Selección nacional
Jugó para Irán en nueva ocasiones de 2006 a 2009, participó en la Copa Mundial de Fútbol de 2006 y en la Copa Asiática 2007.

## Logros

### Esteghlal FC
- Iran Pro League: 2005-06, 2008-09

- Copa Hazfi: 2007-08

### Selección nacional
- Campeonato de la WAFF: 2008

### Individual
- Guardameta del año en la Iran Pro League: 2006-07